# OGLE-2007-BLG-349L(AB)c
OGLE-2007-BLG-349L(AB)c es un planeta extrasolar circumbinario aproximadamente a 8.000 años luz en la constelación de Sagitario. Es el primer exoplaneta circumbinario en ser descubierto utilizando el método del microlente gravitacional para detectar exoplanetas.

## Características

### Masa y órbita
OGLE-2007-BLG-349L(AB)c es un super-Neptuno, un exoplaneta que tiene una masa y un radio más grande que el de Neptuno. Tiene una masa de alrededor 80 M⊕. Esto es cercana a la masa de Saturno, entonces OGLE-2007-BLG-349L(AB)c también puede ser considerado como un gigante gaseoso. Orbita a una distancia de alrededor 2,9 AU en una órbita circumbinaria , esto significa que orbita alrededor de dos estrellas.

### Estrella del anfitriona
El planeta gira en órbita alrededor de un sistema de estrellas binarias circumbinarias (Tipo M) llamado OGLE-2007-BLG-349L. Ellos orbitan unos alrededor de otros aproximadamente cada 9 días.  Las estrellas tienen masas de 0,41 y 0,30 M☉, respectivamente. La edad del sistema, los radios y las temperaturas de las estrellas no se conocen. En comparación, el Sol tiene 4.600 millones de años de antigüedad y tiene una temperatura superficial de 5778 K. 
La magnitud aparente de la estrella, o lo brillante que aparece desde la perspectiva de la Tierra, es 14,3. Por lo tanto, es demasiado tenue para ser visto a simple vista.